# Jacques Necker

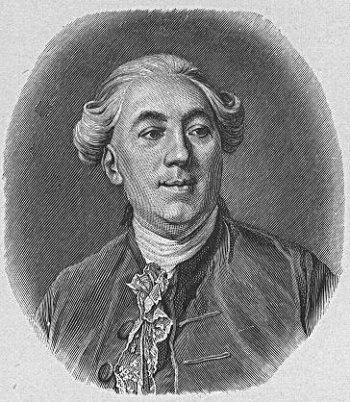

Jacques Necker, född 30 september 1732 i Genève, död 9 april 1804 i Genève, var en schweizisk-fransk generaldirektör för finanserna under Ludvig XVI från 1776 till 1781 och finansminister 16 augusti 1788 - 11 juli 1789, då han blev avskedad; av många ansedd som den tändande gnistan till franska revolutionens utbrott den 14 juli 1789.
Jacques Neckers dotter, Anne Louise Germaine, känd som författaren Germaine de Staël, var fr.o.m. 1786 gift med den svenske ambassadören Eric Magnus Staël von Holstein.

## Biografi
Necker föddes i Genève, där fadern, ursprungligen brandenburgare, var professor i statsvetenskap. Jacques Necker placerades i ett bankirhus i Paris 1747 och grundade tillsammans med en kompanjon 1762 ett bankföretag med avdelningar i Paris och London och skapade sig en stor förmögenhet genom penning- och spannmålsspekulationer. Efter giftermål med salongsvärdinnan Suzanne Curchod, sökte Necker insteg i den franska ämbetsmannavärlden och blev chef för Franska Ostindiska Kompaniet. 1768 blev han sändebud i Paris för republiken Genève. Hans hustrus salong blev en samlingspunkt för topparna i Paris politiska, finansiella och litterära värld. Necker vann 1773 Franska akademiens pris för ett äreminne över Jean-Baptiste Colbert och utgav 1775 sin Essai sur la législation et le commerce des grains, i vilken han angrep Jacques Turgots frihandelspolitik. År 1776 knöts han till finansministeriet och blev 1777 generaldirektör för finanserna. Necker blev företrädare för en moderat reformpolitik, han försökte fördela skatterna jämnare och för att underlätta långivningen inrättade han monts-de-piété, inrättningar för lån mot materiell säkerhet. Hans största insats var fonderandet av statsskulden. 1781 publicerade han rikets finanstillstånd i sin Compte rendu au roi, i vilken han företrädde ett sparsamhetsprogram. Dessa åtgärder väckte raseri i hovkretsarna, och Necker fick avsked samma år.
1788 tvingades dock kungen tillkalla honom som generalkontrollör av finanserna. Hans program var att kungen skulle tillmötesgå tredje ståndet. Necker tänkte sig att skapa en författning av brittisk typ. Aristokratin tvingade dock åter fram hans avsked och förvisade honom från Paris 11 juli 1789, vilket blev en av de direkta orsakerna till stormningen av Bastiljen. Genom de revolutionära påtryckningarna tvingades hovet att återkalla honom. Hans resa till Paris blev ett triumftåg. Då nationalförsamlingen mot hans inrådan ökade assignaterna, avgick han i september 1790.
Necker levde sedan på sitt slott Coppet nära Genève.